# Szerencsi Hugó
Szerencsi Hugó (Békéscsaba, 1926. augusztus 6. – Békéscsaba, 2002. szeptember 24.) magyar színész.

## Élete
A Színház- és Filmművészeti Főiskolán diplomázott, majd 1955-ben a Békés Megyei Jókai Színházhoz került. 1957-ben a kaposvári Csiky Gergely Színház, 1958-tól a Pécsi Nemzeti Színház, 1965-től újból a Békés Megyei Jókai Színház tagja volt. 1977-től 1986-os nyugdíjba vonulásáig tagja volt a Magyar Filmgyártó Vállalat színésztársulatának. Sírja Békéscsabán, a Vasúti (Alsóvégi) temetőben található.

## Fontosabb színházi szerepei
- Ferdenyakú (Makszim Gorkij: Éjjeli menedékhely)
- Miller (Friedrich Schiller: Ármány és szerelem)
- Mike (Arthur Miller: Pillantás a hídról)
- Thomas Putnam (Arthur Miller: A salemi boszorkányok)
- A burgundi fejedelem (William Shakespeare: Lear király)
- Gratiano, Brabantio testvére (William Shakespeare: Othello)
- Exeter gróf (William Shakespeare: V. Henrik)
- Pantalone, vadászati miniszter (Carlo Gozzi: Szarvaskirály)
- Myska bán (Katona József: Bánk bán)
- Kántor (Bródy Sándpr: A tanítónő)
- Cseresznyés (Molnár Ferenc: A doktor úr)
- Tiribi, udvari bolond (Heltai Jenő: A néma levente)
- Mircse, cigányprímás (Móricz Zsigmond: Nem élhetek muzsikaszó nélkül)
- Bencsik József (Karinthy Ferenc: Ezer év)
- Támadi Miklós, méltóságos úr (Görgey Gábor: Lilla és a kísértetek)
- Ligeti Sándor, táblabíró (Görgey Gábor - Vörösmarty Mihály: Handabasa, avagy a fátyol titkai)
- Kalmár (Tarbay Ede: Mese a tűzpiros virágról)
- Kelemen Félix (Eisemann Mihály: Én és a kisöcsém)
- Kászonyi ezredes (Huszka Jenő: Mária főhadnagy)
- Archibald (Ábrahám Pál: Bál a Savoyban)

## Filmjei
- Patika (színes, magyar vígjáték sorozat, 1994)
- Sose halunk meg (színes, magyar vígjáték, 1993)
- Ismeretlen ismerős (színes, magyar gyerekfilm, 1989)
- Nyolc évszak (színes, magyar tévéfilm sorozat, 1987)
- A komáromi fiú (színes, magyar tévéfilm, 1987)
- Szeleburdi vakáció (színes, magyar ifjúsági vígjáték, 1987)
- Linda (színes, magyar tévéfilm sorozat, 1986)
- Akli Miklós (színes, magyar vígjáték, 1986)
- Első kétszáz évem (színes, magyar játékfilm, 1985)
- Képvadászok (színes, magyar vígjáték, 1985)
- Gyalogbéka (színes, magyar ifjúsági filmsorozat, 1985)
- Kismaszat és a Gézengúzok (színes, magyar ifjúsági film, 1984)
- Rutinmunka (színes, magyar krimi, 1984)
- Mint oldott kéve (színes, magyar tévéfilm sorozat, 1983)
- Rohamsisakos Madonna (színes, magyar filmszatíra, 1982)
- A 78-as körzet (színes, magyar vígjáték sorozat, 1982)
- Rohanj velem! (színes, magyar filmdráma, 1982)
- Az a szép fényes nap (színes, magyar tévéfilm, 1981)
- Villám (színes, magyar tévéfilm, 1981)
- A Mi Ügyünk, avagy az utolsó hazai maffia hiteles története (színes, magyar vígjáték, 1980)
- Családi kör (színes, magyar tévéfilm sorozat, 1980)
- A hátvéd halála és feltámadása (magyar tévéfilm, 1980)
- A Pogány Madonna (színes, magyar akció-vígjáték, 1980)
- Megtörtént bűnügyek (fekete-fehér + színes, magyar tévéfilm sorozat, 1979)
- Rab ember fiai (színes, magyar kalandfilm, 1979)
- A nagyenyedi két fűzfa (színes, magyar kalandfilm, 1979)
- Dániel (színes, magyar vígjáték sorozat, 1979)
- Látástól vakulásig (színes, magyar vígjáték, 1978)
- Dóra jelenti (színes, magyar játékfilm, 1978)
- K. O. (színes, magyar játékfilm, 1978) .... Sörös Pista
- Két pisztolylövés (színes, magyar tévéfilm sorozat, 1977)
- Robog az úthenger (fekete-fehér, magyar vígjáték sorozat, 1976)
- Pókfoci (színes, magyar filmszatíra, 1976)
- Talpuk alatt fütyül a szél (színes, magyar filmdráma, 1976)
- Kísértet Lublón (színes, magyar kalandfilm, 1976)
- Kántor (fekete-fehér, magyar tévéfilm sorozat, 1976)
- Utánam, srácok! (színes, magyar ifjúsági filmsorozat, 1975)
- A kenguru (színes, magyar zenés vígjáték, 1975)
- A tanévzáró (fekete-fehér, magyar burleszk, 1975)
- A dunai hajós (színes, magyar kalandfilm, 1974)
- Holnap lesz fácán (színes, magyar filmszatíra, 1974)
- Szép maszkok (színes, magyar vígjáték sorozat, 1974)
- Az idők kezdetén (színes, magyar játékfilm)

## További információ
- Szerencsi Hugó a PORT.hu-n (magyarul)
- Szerencsi Hugó az Internet Movie Database-ben (angolul)
- Szerencsi Hugó a Rotten Tomatoeson (angolul)